# Platydoridinae
Platydoridinae è una sottofamiglia di molluschi nudibranchi.

## Generi
- Argus
- Gargamella
- Platydoris